# Chollima
Pour le magazine, voir Chollima.
Chŏllima (천리마 en hangeul, littéralement « 1 000 lieues cheval ») ou son abréviation Chonma (천마, littéralement « 1 000 chevaux ») est le nom coréen d'un cheval mythique. Il est commun aux cultures sibériennes et originaire d'Asie centrale. On dit que Chŏllima est trop rapide pour être monté et qu'il parcourt 1 000 lieues par jour. Chŏllima est souvent représenté comme un cheval ailé, comme illustré par plusieurs statues dans la capitale de la Corée du Nord, Pyongyang. Elles symbolisent l'héroïsme et l'esprit combatif du peuple coréen avançant à la vitesse de Chollima.

## Symbole

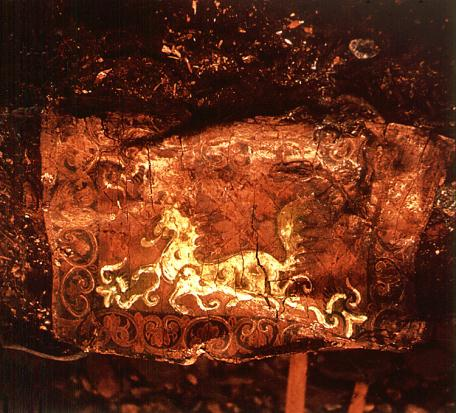
Chŏllima, tombe du Cheval céleste.

En Corée du Nord, il est devenu un symbole particulièrement fort puisqu'en 1956, il a donné son nom au mouvement Chollima, un système chargé de motiver les travailleurs à accroitre leur productivité pour obtenir un développement économique rapide.
Le mythe de Chollima rappelle également celui de Lièvre Rouge, un cheval popularisé par un roman chinois du XIVe siècle, l'Histoire des Trois Royaumes, et qui était aussi capable de ces performances.
Les joueurs de l'équipe de Corée du Nord de football sont surnommés les « Chollimas » en référence à la créature mythique.

## Galerie

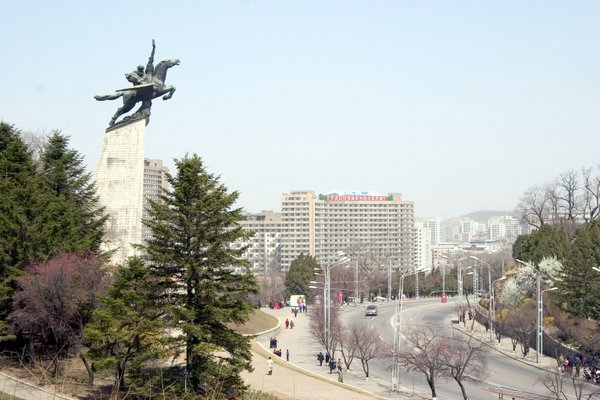
Le Chollima, cheval mythique, ici représenté sur une statue à Pyongyang.
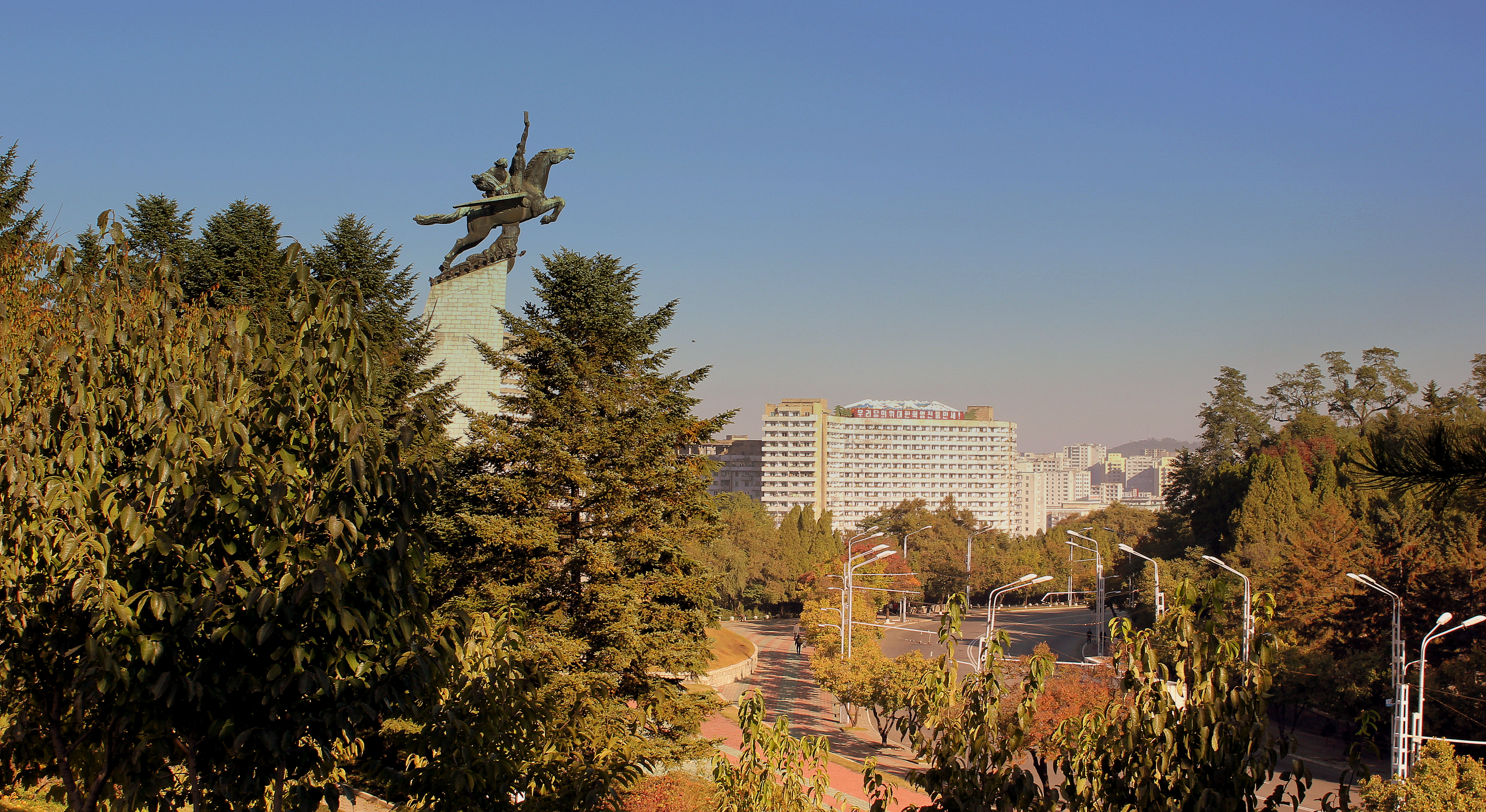
Statue du Chollima en 2012.
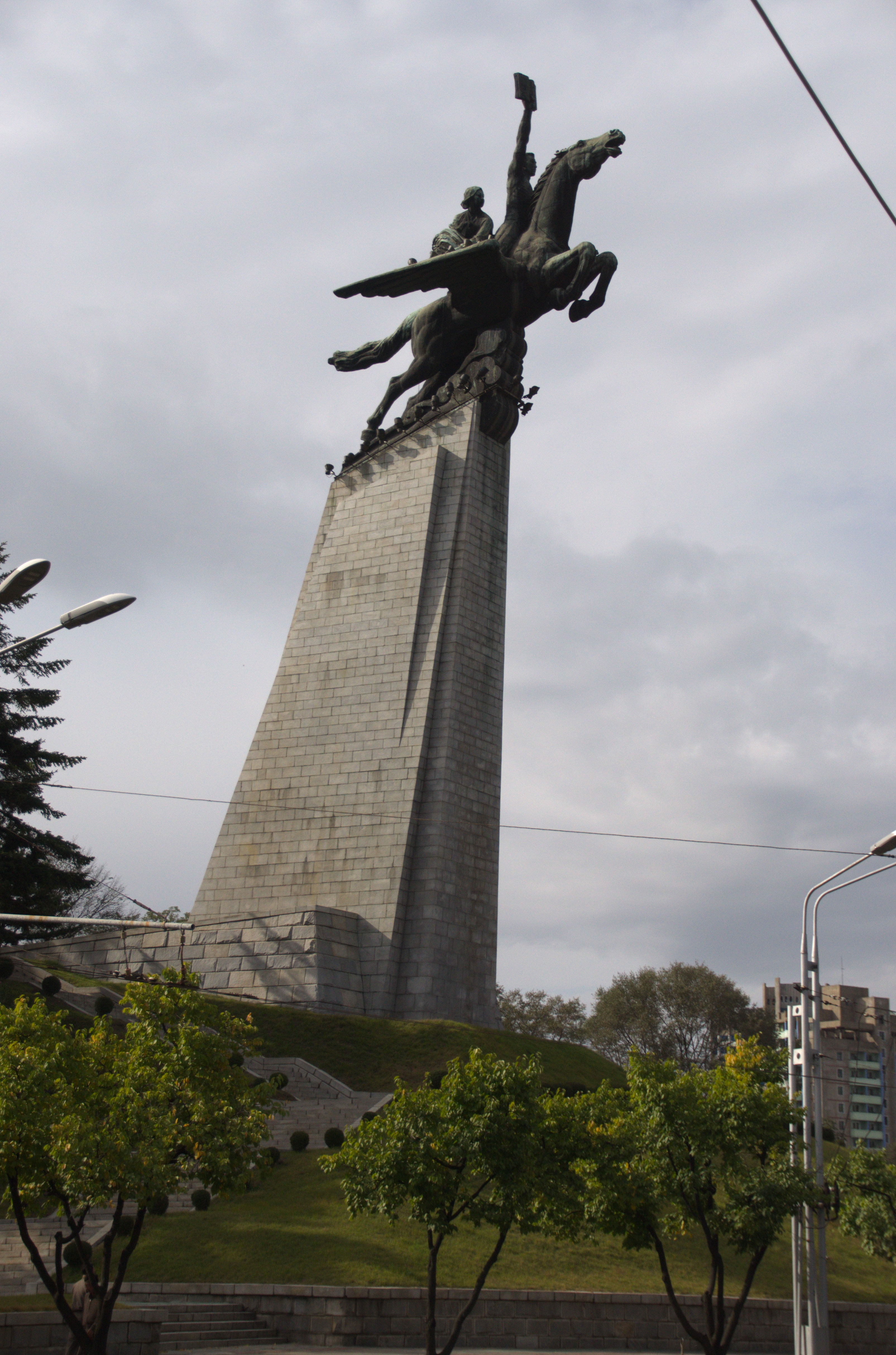
Statue du Chollima en 2015.
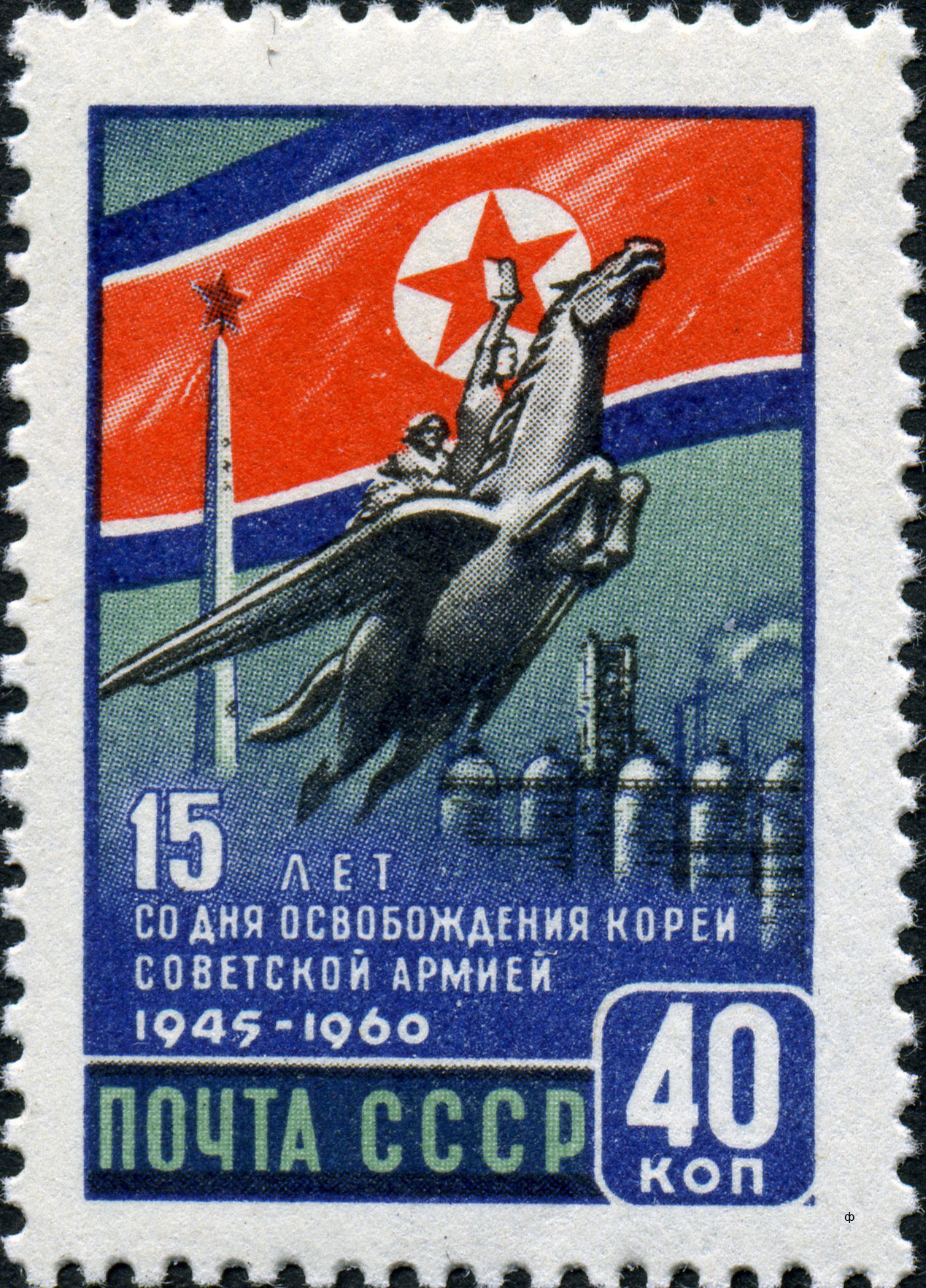
Représentation du Chollima sur un timbre de l'URSS.